# Robert Hughes (crítico)
Robert Studley Forrest Hughes (Sydney, 28 de julho de 1938 — Nova Iorque, 7 de agosto de 2012) foi um crítico de arte, escritor e produtor de documentários de televisão australiano que residia em Nova Iorque desde 1970.
Tornou-se mundialmente conhecido depois de apresentar o documentário The Shock of the New, The Mechanical Paradise, produzido em 1987 pela BBC.
Hughes estudou arte e arquitetura na Universidade de Sydney e era casado com Dories Downes.

## Publicações
- Hughes, Robert (1965). Donald Friend. Sydney: Edwards and Shaw
- — (1966). The Art of Australia. [S.l.: s.n.] ISBN 0-14-020935-2
- — (1968). Heaven and Hell in Western Art. Londres: Weidenfeld & Nicolson. ISBN 978-0-297-17671-8
- — (1987). The Fatal Shore. [S.l.]: Alfred A. Knopf Inc. ISBN 0-394-50668-5
- — (1989). Lucian Freud Paintings. [S.l.]: Thames & Hudson. ISBN 978-0-500-27535-1
- — (1990). Frank Auerbach. [S.l.]: Thames and Hudson
- — (1991). Nothing if Not Critical: Selected Essays on Art and Artists (Including 'SoHoiad'). London: The Harvill Press. ISBN 1-86046-859-4
- — (1991). The Shock of the New: Art and the Century of Change (updated and enlarged edition). [S.l.]: Thames and Hudson. ISBN 0-500-27582-3
- — (1992). Barcelona. [S.l.]: Vintage Books. ISBN 0-394-58027-3
- — (1993). Culture of Complaint. [S.l.]: Oxford University Press. ISBN 0-19-507676-1
- — (1998). A Jerk on One End: Reflections of a Mediocre Fisherman. [S.l.: s.n.] ISBN 0-345-42283-X
- — (1998). American Visions: The Epic History of Art in America. Londres: The Harvill Press. ISBN 1-86046-533-1
- — (2001). Barcelona: the Great Enchantress. [S.l.: s.n.] ISBN 0-7922-6794-X (Condensed version of Barcelona)
- — (2004). Goya. [S.l.]: Vintage. ISBN 0-09-945368-1
- — (2006). Things I Didn't Know: A Memoir. [S.l.]: Alfred A. Knopf Inc. ISBN 1-4000-4444-8
- — (2011). Rome: A Cultural, Visual and Personal History. Nova Iorque: Knopf